# Butler’s Wharf

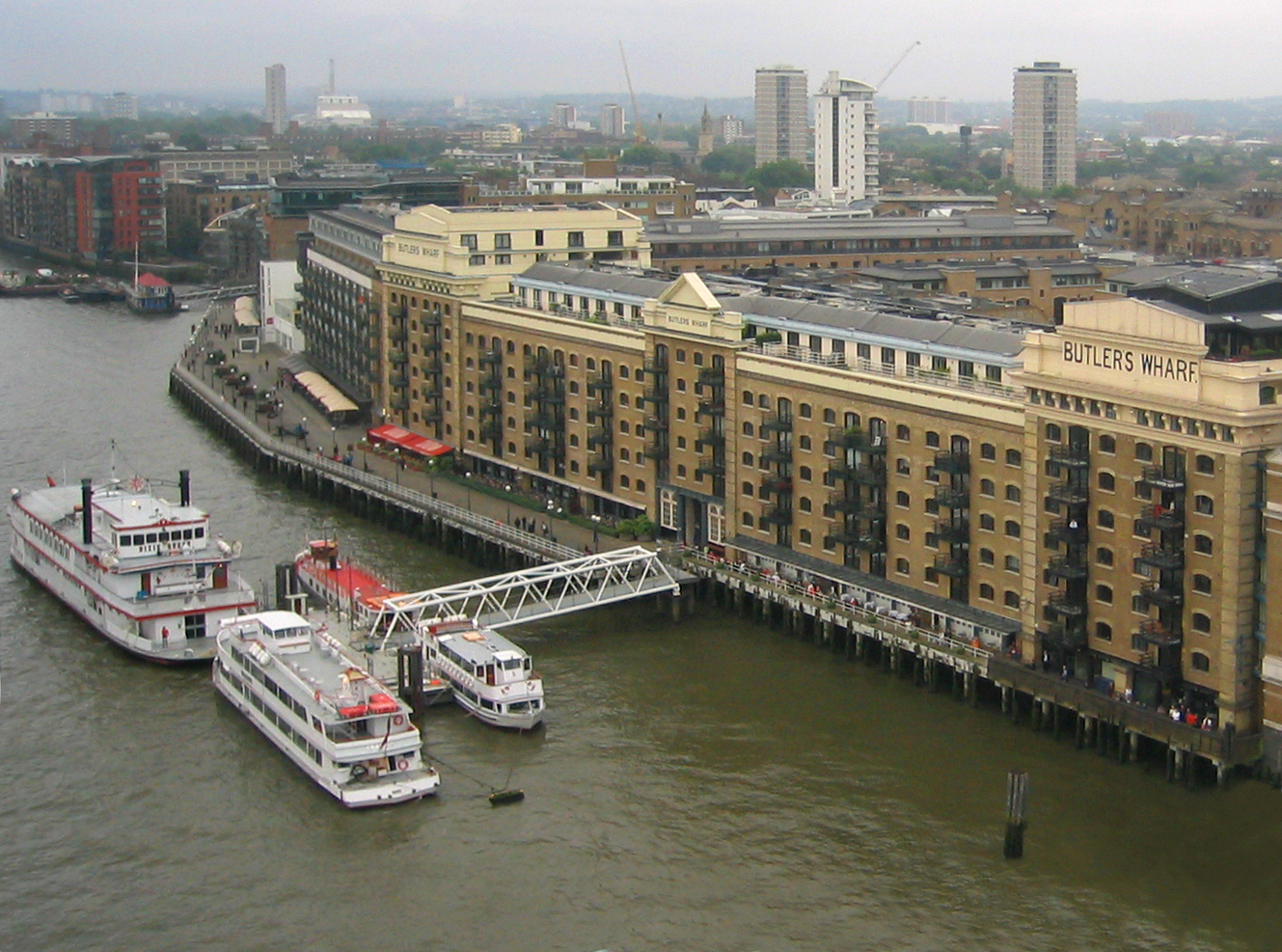
Blick von der Tower Bridge auf Butler’s Wharf

Butler’s Wharf ist ein ehemaliger Lagerhauskomplex in London, der unmittelbar an der Themse liegt. Nachdem die im 19. Jahrhundert entstandene Anlage in den 1970er-Jahren einige Zeit leer gestanden hatte und verkam, wurde sie seit 1984 unter der Leitung von Terence Conran umfangreich renoviert. Heute enthält das Gebäude Luxuswohnungen mit Themseblick und Gastronomie. Der Begriff Butler’s Wharf wird inzwischen auch für die umliegenden Straßen und Gebäude verwendet.

## Lage und Name

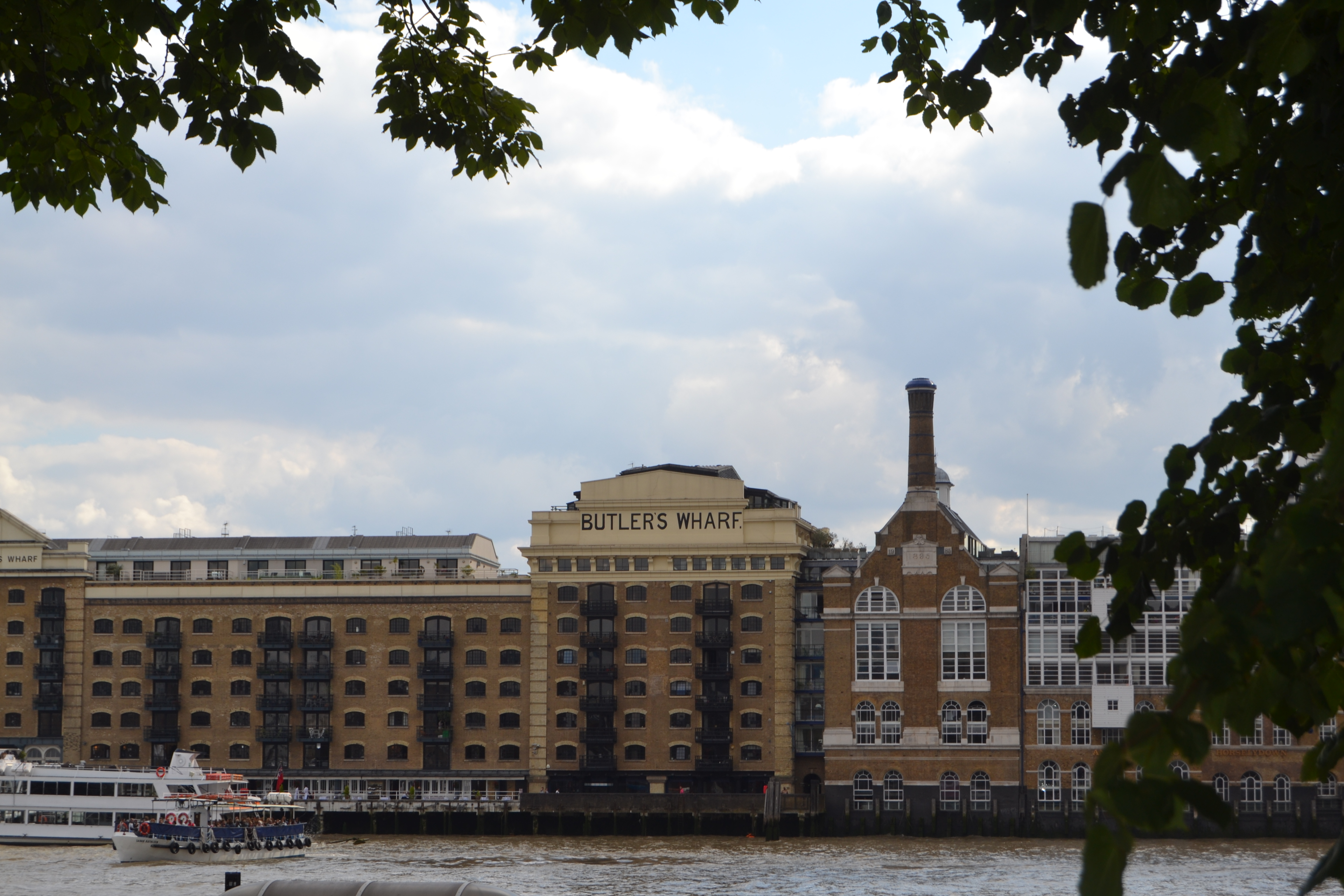
Butler’s Wharf: Gebäudefront an der Themse, rechts das ehemalige Anchor Brewhouse

Butler’s Wharf liegt im Londoner Stadtteil Bermondsey im Borough of Southwark am Südufer der Themse. Die Tower Bridge ist in unmittelbarer Nähe. Auf der gegenüberliegenden Flussseite befinden sich die St Katharine Docks.
Der englische Begriff Wharf steht für eine Kaianlage. Der Name Butler geht auf einen Getreidehändler zurück, der im 18. Jahrhundert an dieser Stelle ein Lager unterhielt. Die Zusammensetzung beider Begriffe wurde ab 1873 zunächst zur Bezeichnung für die Kaianlage und das an ihr befindliche Warenlager. Die an den Gebäudekomplex grenzenden Straßen und Gebäude wurden in der Vergangenheit üblicherweise Shad Thames genannt. Nach heutigem Verständnis erfasst die Bezeichnung Butler’s Wharf auch diesen Bereich; insoweit gibt es begriffliche Überschneidungen.

## Architektur
Butler’s Wharf entstand von 1871 bis 1873. Die der Flussseite zugewandte Gebäudefassade ist, der Zeit ihres Entstehens entsprechend, im viktorianischen Stil gehalten. Sie dominierte das Bild des südlichen Themseufers. Die Lagerräume erstreckten sich über mehrere Etagen. Das Hauptgebäude hatte Lagerflächen von 56.000 m². Butler’s Wharf war mit den dahinterliegenden Lagergebäuden über zahlreiche Brücken verbunden, die den Straßenzug Shad Thames überspannten. Durch diese Verbindungen konnten ankommende Waren von den Schauerleuten weit in flussabgewandte Lagerbereiche getragen werden. Dadurch stieg die Lagerfläche auf über 100.000 m². Die damit verbundenen weiten Wege machten Butler’s Wharf für die Schauerleute zu einem unattraktiven Arbeitsplatz.

## Geschichte

### Warenlager

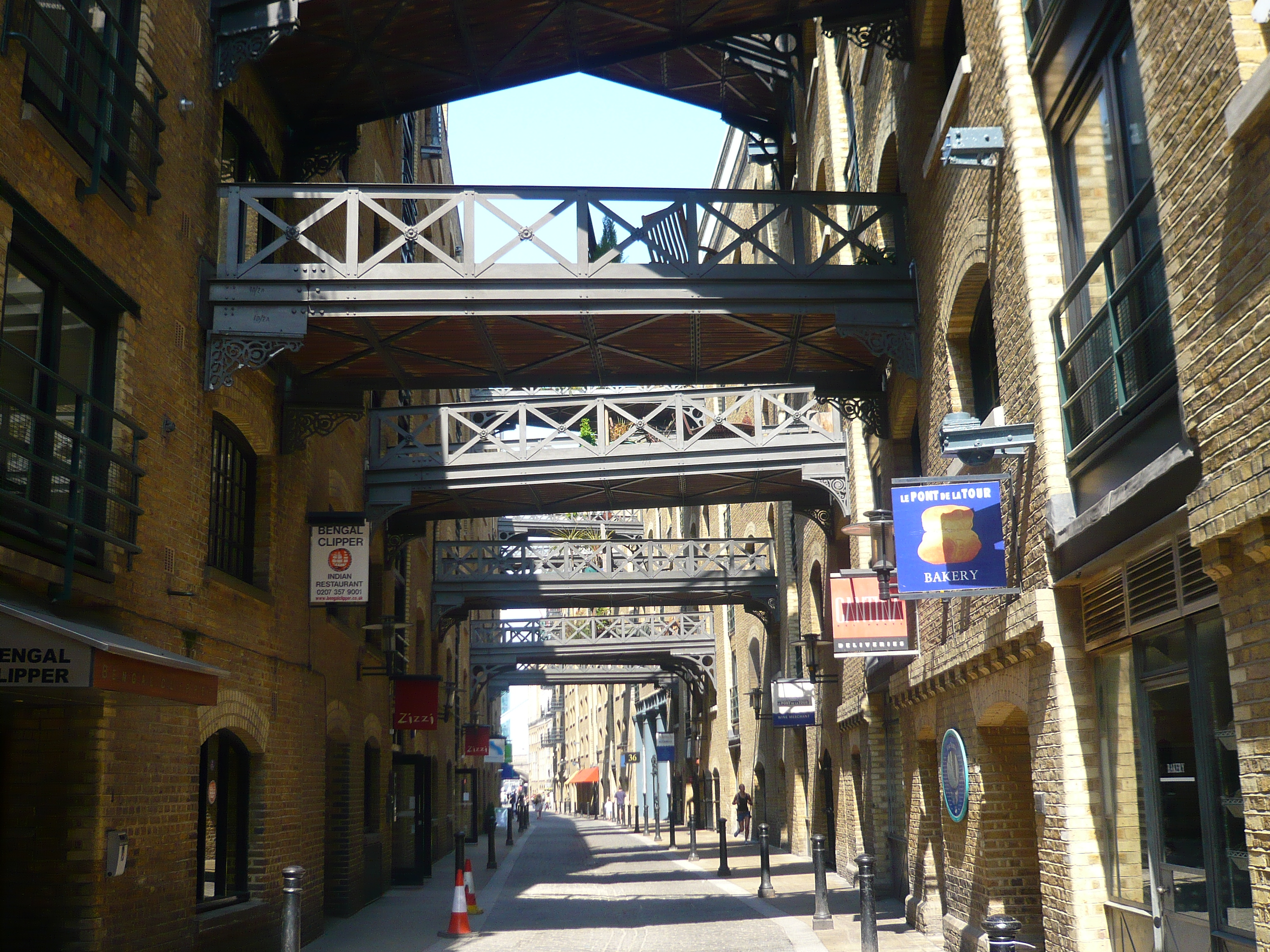
Verbindungsbrücken zwischen einzelnen Lagerhäusern

Im 19. Jahrhundert befanden sich im östlichen Bereich der Themse zahlreiche Kaianlagen mit dahinterliegenden Warenlagern. Am nördlichen Flussufer waren dies die Docklands, am südlichen Ufer unter anderem St Saviour’s Dock und die Surrey Commercial Docks. Hier wurden Handelsschiffe, die aus den britischen Kolonien kamen, gelöscht, und die aufgenommenen Waren, vor allem Tee und Gewürze, wurden bis zum Weiterverkauf zwischengelagert.
Butler’s Wharf ergänzte die Landschaft der Warenlager vergleichsweise spät. Die bedeutsamste Zeit hatte die Anlage in der ersten Hälfte des 20. Jahrhunderts. Zeitweise war Butler’s Wharf eines der größten Teelager der Welt. Noch 1950 wurden täglich bis zu 6.000 Kisten entladen.
In den 1960er-Jahren änderte sich die Struktur des Warenverkehrs. Anstelle von Stückgut wurden nun zunehmend standardisierte Container verwendet. Dadurch ließ die Bedeutung der City-nahen Lagerhallen Londons in den 1960er-Jahren nach. Der Warenumschlag verlagerte sich stattdessen an die Themsemündung, vor allem nach Tilbury und Felixstowe. Ähnlich wie die St Katharine Docks und die Docklands im Londoner Osten wurde Butler’s Wharf Ende der 1960er-Jahre nicht mehr benötigt. Der damalige Eigentümer, die Town and City Properties Group Ltd., kündigte 1971 die letzten Verträge und ließ die Gebäude der Butler’s Wharf leer stehen. Wie andere ehemalige Dockanlagen verfiel Butler’s Wharf zunehmend.

### Besetzung durch Künstler

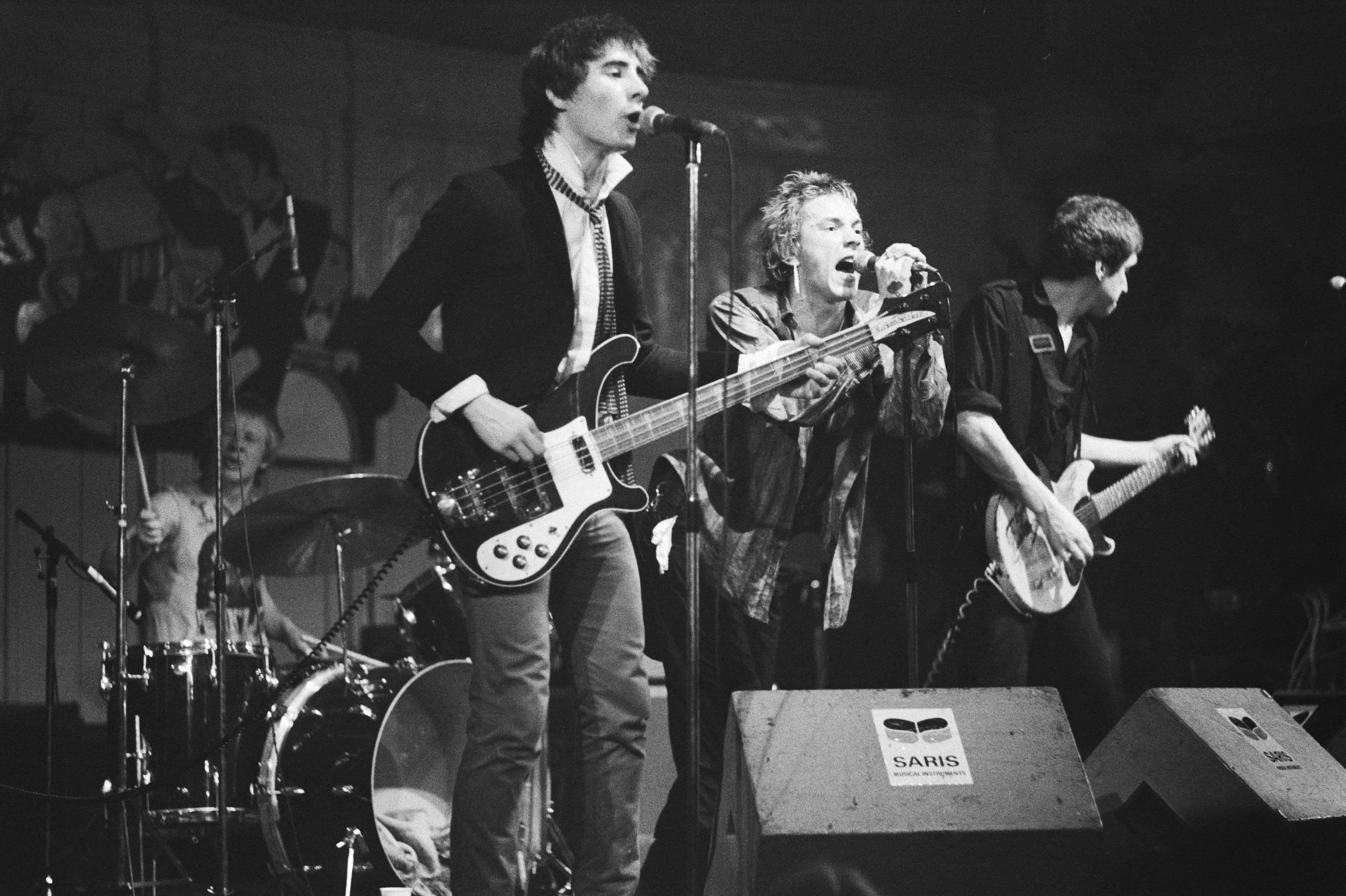
Sex Pistols: Punk-Kultur in Butler’s Wharf

Einige Jahre später begannen Künstler, die freien Räume als Studios und Ateliers zu nutzen. Zu ihnen gehörten David Hockney, Derek Jarman und Philip Jeck. Sie bauten die Räume für ihre Zwecke um, wobei teilweise auch Wohnraum entstand. Elektrische Installationen und Wasserleitungen waren überwiegend improvisiert. Die Nutzung war formal illegal, wurde aber von den Behörden und vom Eigentümer toleriert. Der Arts Council of Great Britain, eine regierungsunabhängige Einrichtung zur Kunstförderung, unterstützte die Künstler zeitweise mit finanziellen Zuwendungen. 1979 war Butler’s Wharf zur größten, lebendigsten und vielseitigsten Künstlergemeinschaft Londons geworden. Hier lebten und arbeiteten zeitweise bis zu 150 Maler, Bildhauer, Fotografen, Tänzer und Sänger.
Die Punk-Band Sex Pistols gab im Februar 1976 den zehnten Live-Auftritt ihrer Karriere in Butler’s Wharf. Die Band Siouxsie and the Banshees, zu dieser Zeit Vertreter der Punk- und Post-Punk-Szene, traten dort im Juli 1977 zu einem ihrer ersten Konzerte auf, ebenso im Dezember 1977 die Band Adam and the Ants, damals ebenfalls dem Punk zuzurechnen. Noch im Dezember 1979 gab die Musik- und Kunst-Performance-Gruppe Throbbing Gristle, ein Pionier der Industrial Music, ein Konzert in den Räumen der Butler’s Wharf. Auch die Musiker von The Clash und der junge Billy Idol mit seiner Band Generation X hielten sich in der zweiten Hälfte der 1970er-Jahre regelmäßig in diesem Gebäudekomplex auf. Schließlich haben die Chisenhale Studios und der Chisenhale Dance Space ihre Wurzeln in Butler’s Wharf.
Die illegale Nutzung durch Künstler, die in der britischen Presse teilweise als Besetzer (occupants) bezeichnet wurden, endete mit Ablauf der 1970er-Jahre. Nachdem im August 1979 durch eine unsachgemäß installierte Elektroleitung in einer der Hallen ein Feuer ausgebrochen war, forderte die Aufsichtsbehörde vom Eigentümer die Herstellung betriebssicherer Zustände, was dieser aus finanziellen Gründen ablehnte. In den folgenden Monaten verließen nahezu alle Künstler die Anlage.

### Terence Conran: Umstrukturierung zum Luxusquartier

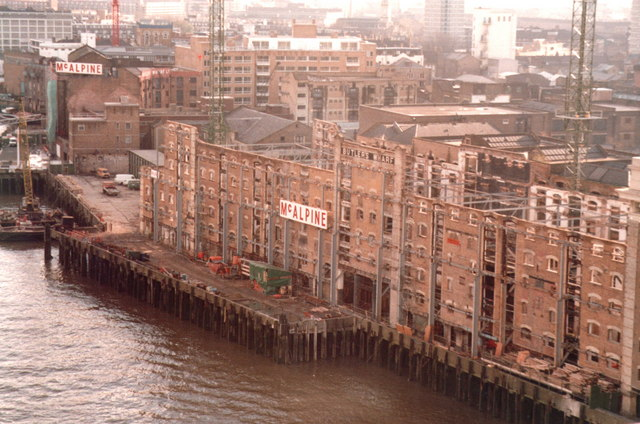
Umbau, 1987

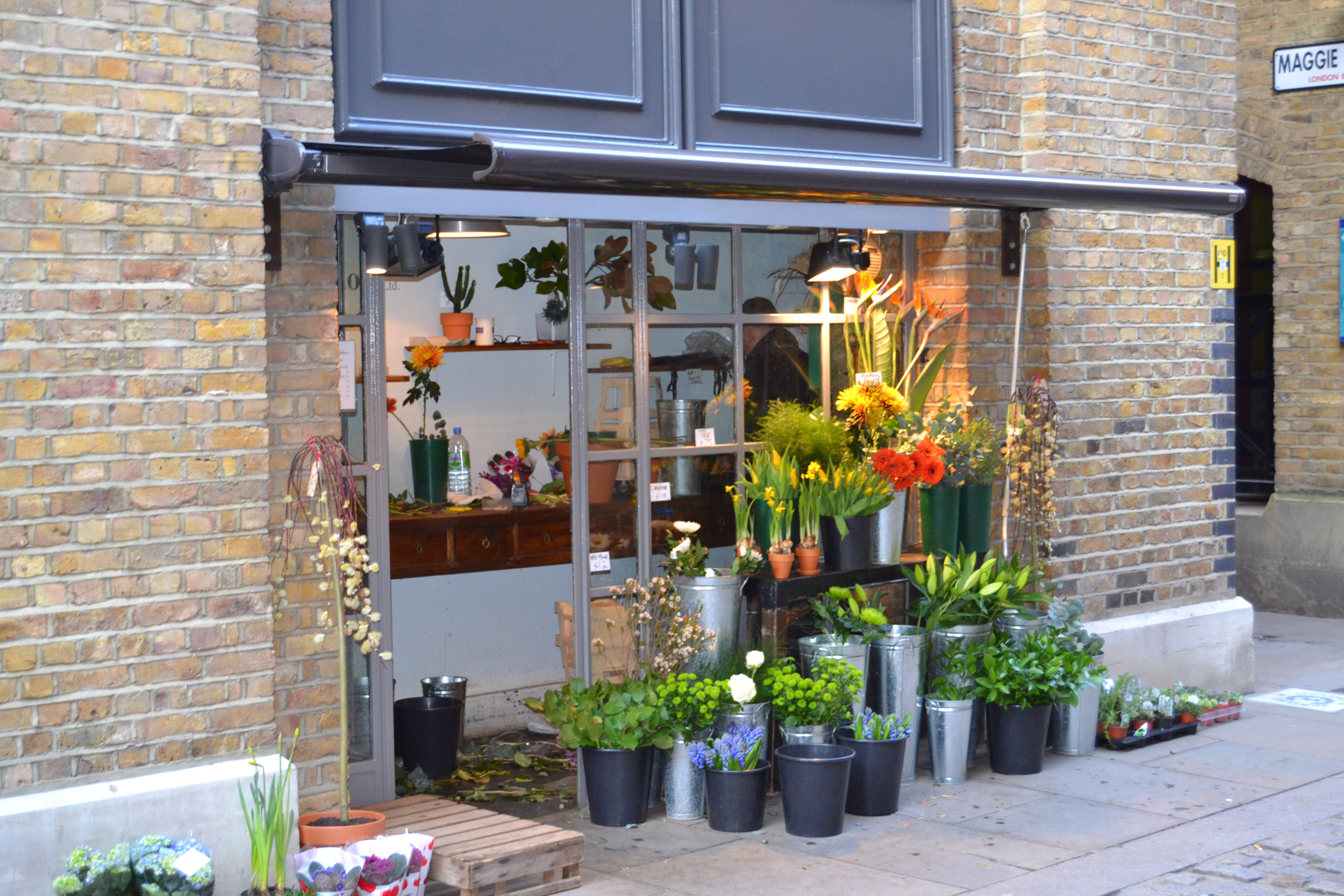
Blumengeschäft in einer Straße hinter dem Hauptgebäude

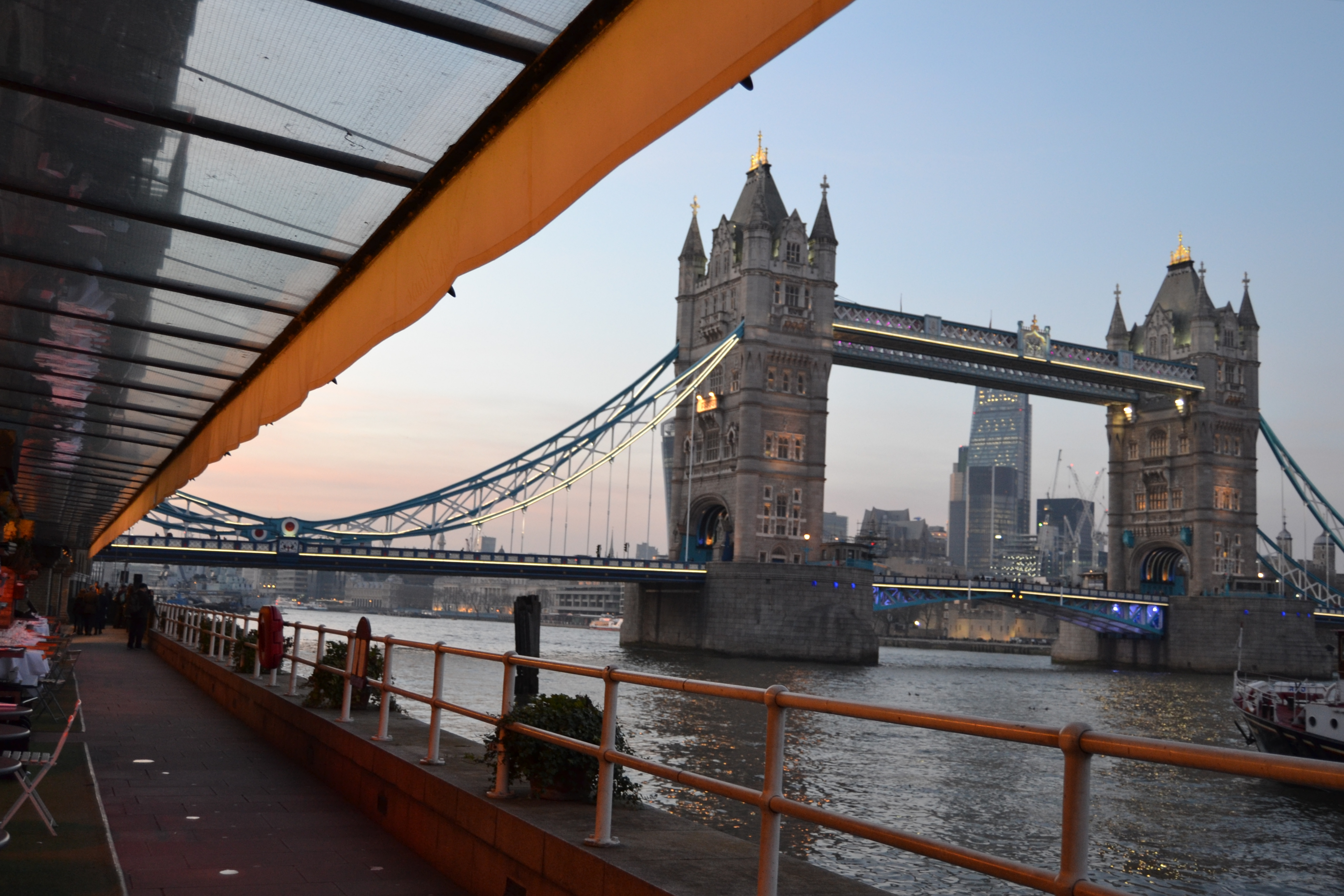
Heutige Nutzung: Gastronomie mit Blick auf die Tower Bridge

Zum Ende der 1970er-Jahre begannen Investoren, an Butler’s Wharf Interesse zu finden. Angeregt durch entsprechende Entwicklungen der Künstlerviertel in New York und Chicago und durch Umstrukturierungen der gegenüberliegenden St Katharine Docks, entwickelte der Eigentümer, Town and City Properties Group Ltd, Überlegungen zum Neubau eines großen, 180 Betten umfassenden Hotels, das mit einem Shopping Center verbunden sein sollte. Dabei stieß er allerdings auf Widerstand der verbliebenen Nutzer. Letztlich verfolgte der Eigentümer die Pläne nicht weiter. Wenig später griff eine Gruppe um den Designer und Geschäftsmann Terence Conran diese Überlegungen auf und änderte sie mit der Zielrichtung ab, aus Butler’s Wharf künftig ein  Luxusquartier mit Bootsanlegern, Büros, Gastronomie und hochpreisigen Wohnungen zu machen.

#### Butler’s Wharf Ltd.
1984 kaufte Conran zusammen mit einigen Geschäftspartnern Butler’s Wharf und sechs angrenzende Gebäude zu einem Preis von weniger als 5 Mio. £. Ab 1987 gestaltete die Projektgesellschaft Butler’s Wharf Ltd. die Anlage neu.  Vor der Fertigstellung war die Projektgesellschaft zahlungsunfähig; die Schulden beliefen sich auf 70 Mio. £. Ein dänischer Investor kaufte die Anlage 1992 aus der Insolvenz heraus, überließ aber Conran weiterhin die Leitung der Arbeiten. Die vollständige Fertigstellung zog sich bis 1997 hin.
Die bau- und städteplanerische Seite der Renovierung verantworteten Conran und seine Partner von Anfang an selbst. Zwar gab es seit 1981 die London Docklands Development Corporation (LDDC), eine formal regierungsunabhängige Mittlerorganisation (englisch: Quango), deren Aufgabe die Wiederbelebung der Docklandschaft im Osten Londons war.
Die LDDC nahm in diesem Gebiet aber keinerlei Planungen vor. Sie beschränkte sich darauf, Conrans Pläne zu prüfen und zu genehmigen. Dabei setzte sie sich über die Bedenken der lokalen Behörde Southwark London Borough Council hinweg.

#### Neugestaltung: Luxus in alter Fassade
Im Gegensatz zur Entwicklung in den St Katharine Docks, die völlig umgestaltet und seit den späten 1970er-Jahren weitgehend neu bebaut worden waren, wollte Conran die Gebäudestruktur von Butler’s Wharf und insbesondere dessen Viktorianische Gebäudefront an der Themseseite beibehalten. Das Innere wurde dagegen nach einer Entkernung neu geschnitten. Das galt auch für einige benachbarte Gebäude, die in das Renovierungsvorhaben einbezogen wurden. In den ebenerdigen Bereichen war Gastronomie vorgesehen, in höheren Etagen Wohnräume und Büros.
1991 wurde in den alten Gebäuden mit dem Le Pont de la Tour das erste Restaurant am Themseufer eröffnet. Mit fortschreitender Renovierung folgten in den nächsten Jahren weitere Gastronomiebetriebe, die vielfach eine gehobene europäische oder asiatische Küche anbieten. Einige Restaurants im Themse-abgewandten Bereich offerieren auch Systemgastronomie. Anfänglich wurden alle Restaurants von einer Gesellschaft Terence Conrans betrieben.
Die Wohnungen in Butler’s Wharf waren und sind auch nach Londoner Maßstäben sehr teuer. Bereits Ende der 1980er-Jahre und damit vor Fertigstellung der renovierten Anlage wurden für eine Zweizimmerwohnung mit Themseblick 260.000 £ verlangt; 2015 kostet eine der Tower Bridge zugewandte Dreizimmerwohnung mehr als 5 Mio £.

### Weiteres Umfeld
In einem Nebengebäude befindet sich die Butler’s Wharf Chef School, eine Schule für Küchenchefs. Flussabwärts ist seit 1989 das Design Museum London untergebracht. Das Institute of Brewing and Distilling befindet sich ebenfalls hier.

### Bewertung
Die Entwicklung ab 1980 wird unterschiedlich bewertet. Für einige ist Butler’s Wharf ein herausragendes Beispiel für eine gelungene privat organisierte Wiederbelebung eines Stadtviertels. Andere weisen darauf hin, dass Conrans Umgestaltung eine Gentrifizierung mit all den damit verbundenen Nachteilen bewirkt habe. Bereits 1979 hatten lokale Behörden vor einem sozioökonomischen Wandel des Quartiers gewarnt und befürchtet, Butler’s Wharf könne nach den St Katharine Docks zu einem „weiteren Zoo für den Jet Set“ werden. Heute wird Butler’s Wharf von Kritikern gelegentlich als „Spielplatz für Hipster“ wahrgenommen.